# Décembre 2007 en sport
 (juin 2021).
Si vous disposez d'ouvrages ou d'articles de référence ou si vous connaissez des sites web de qualité traitant du thème abordé ici, merci de compléter l'article en donnant les références utiles à sa vérifiabilité et en les liant à la section « Notes et références ».

## Principaux rendez-vous sportifs du mois de décembre 2007
- 30 novembre au 2 décembre, Sport automobile : Rallye de Grande-Bretagne.
- 27 novembre au 3 décembre, Baseball : Championnat d'Asie de baseball 2007.
- 1er au 8 décembre : Championnats d'Europe de curling 2007 à Füssen, Allemagne.
- 2 au 16 décembre, Handball : Championnat du monde de handball féminin en France.
- 7 au 9 décembre : Championnats de France de natation 2007 en petit bassin à Nîmes.
- 13 au 16 décembre, Natation : Championnats d'Europe en petit bassin à Debrecen, Hongrie.

## Samedi1erdécembre
- Squash : Amr Shabana, le no 1 mondial est devenu champion du monde de squash 2007 à Hamilton (Bermudes). Il a battu en finale Grégory Gaultier (11-7, 11-4, 11-5).

## Samedi8 décembre
- Curling : fin des Championnats d'Europe de curling qui ont eu lieu du 1er au 8 décembre à Füssen, Allemagne. Chez les hommes,l'Écosse est championne d'Europe (pour la 13e fois) en battant la Norvège avec un score de 5-3. Chez les femmes, la Suède est championne d'Europe en battant l'Écosse avec un score de 9-4.

## Dimanche2 décembre
- Football :
  - Le joueur de l'AC Milan, Kaká remporte le 52e Ballon d'or France Football.
  - Le tirage au sort du 1er tour du Championnat d'Europe de football 2008, qui a eu lieu à Lucerne, a constitué les quatre groupes suivants :
  - Groupe A :  Tchéquie ~  Suisse ~  Portugal ~  Turquie
  - Groupe B :  Autriche ~  Croatie ~  Allemagne ~  Pologne
  - Groupe C :  Pays-Bas ~  Roumanie ~  Italie ~  France
  - Groupe D :  Grèce ~  Suède ~  Espagne ~  Russie

- Sport automobile, Rallye : le Finlandais Mikko Hirvonen remporte le Rallye de Grande-Bretagne, dernière épreuve de la saison 2007, devant son coéquipier Marcus Grönholm, dont c'était la dernière course. En terminant 3e, le Français Sébastien Loeb remporte un quatrième titre de champion du monde consécutif, égalant la performance réalisée par Tommi Mäkinen entre 1996 et 1999.

## Jeudi6 décembre
- Multisports : ouverture des 24e Jeux du Sud-Est asiatique (Jeux d'Asie du Sud-Est de 2007); ils se tiennent du 6 au 16 décembre à Nakhon Ratchasima, Thaïlande.

## Vendredi7 décembre
- Natation : ouverture des Championnats de France de natation en petit bassin; ils se tiennent du 7 au 9 décembre 2007 à Nîmes.

## Dimanche9 décembre
- Cross-country : ci-après, les podiums des Championnats d'Europe de cross-country disputés ce jour à Toro :
- Hommes :
  -  Serhiy Lebid  Ukraine
  -  Mustapha Mohamed  Suède
  -  Rui Silva  Portugal
- Femmes :
  -  Marta Dominguez  Espagne
  -  Julie Coulaud  France
  -  Rosa Maria Morato  Espagne

## Vendredi14 décembre
- Jeux olympiques d'hiver : la ville de Genève a officiellement déclaré sa candidature pour accueillir les Jeux olympiques d'hiver en 2018. Une votation populaire sera organisée, afin de demander le soutien des genevois, avant la candidature officielle que doit soumettre le comité helvétique Swiss Olympic. Les autres principales villes candidates sont Munich, Tromsø, Annecy-Grenoble, Denver et Pyeongchang.